# Balzam za ustnice
Balzam za ustnice ali vazelin je vosku podobna snov. Uporablja se za lajšanje razpokanih ali suhih ustnic, pri kotnem helitisu, stomatitisu ali zdravljenju herpesa.

## Sestavine
Balzam za ustnice pogosto vsebuje čebelji vosek ali karnauba vosek, kafro, cetilni alkohol, lanolin, parafin, vazelin ... Nekatere vrste vsebujejo barvila, arome, mentol, fenol in salicilno kislino. Sestavine, kot so različni voski in vazelin, preprečujejo izgubo vlage in zaščitijo pred soncem.

## Namen uporabe
Osnovni namen uporabe balzama za ustnice je zagotoviti zaščitno plast na površini ustnic, navlažiti ustnice in jih zaščiti pred zunanjimi vplivi. Suh zrak, sonce, mraz in veter kožo sušijo, saj odvajajo vlago.
Koža na ustnicah je tanka, zato so ustnice še posebej ranljive in so pogosto prvi pokazatelj suhosti. Balzam za ustnice se lahko uporablja neposredno. Sestavine, kot so voski in vazelin, preprečujejo izgubo vlage in zaščitijo pred soncem.

## Zgodovina
Balzam za ustnice se je na trgu prvič pojavil leta 1880. Po nezanesljivih virih ga je izdelal Charles Browne Fleet. V virih pogosto zasledimo, da so pred izdelavo balzama na ustnice v ta namen uporabljali ušesno maslo.

## Pomembne znamke
- Blistex,
- Carmex,
- Vazelin,
- Labello,
- Lip Smacker,
- Lypsyl,
- Hempsters Merry,
- Montagne Jeunesse,
- Nivea,
- Avon,
- Tesco Value,
- Lip Balm.

## Zasvojenost
Nekateri zdravniki (npr. Holly Phillips) trdijo, da lahko uporaba balzama za ustnice zasvoji, medtem ko njihovi proizvajalci trdijo, da v njihovih izdelkih ni nobene sestavine, ki bi lahko zasvojila, in da so vse sestavine odobrene s strani FDA.